# Maison de Filip Filipović
La maison de Filip Filipović (en serbe cyrillique : Кућа Филипа Филиповића ; en serbe latin : Kuća Filipa Filipovića) est située à Belgrade, la capitale de la Serbie, dans la municipalité urbaine de Stari grad. Construite à la fin du XIXe siècle ou au début du XXe siècle, elle est inscrite sur la liste des biens culturels de la Ville de Belgrade.

## Présentation
La maison de Filip Filipović, située 37 rue Takovska, a été construite à la fin du XIXe siècle ou au début du XXe siècle ; Filip Filipović y a vécu après 1912. La maison est typique des maisons résidentielles des faubourgs de Belgrade.
La valeur de l'édifice tient à la personnalité de Filip Filipović qui joua un rôle important dans le mouvement pré-révolutionnaire et qui fut le fondateur du Parti socialiste des travailleurs de Yougoslavie.